# یاروسواو رودزویچ
یاروسواو رودزویچ (انگلیسی: Jarosław Rodzewicz؛ زادهٔ ۱۱ مهٔ ۱۹۷۳) ورزشکار شمشیربازی اهل لهستان است.
وی در مسابقات کشوری و بین‌المللی در مجموع برندهٔ ۱ مدال نقره شده‌است.